# Utilizzi medici dell'argento
Gli utilizzi medici dell'argento includono la sua incorporazione in garze per ferite, creme, e come rivestimento germicida in dispositivi medici. Nella pratica medica si è avuto l'utilizzo di bende contenenti sulfadiazina-argentica oppure nanoparticelle di argento che possono essere utilizzati in infezioni esterne (come quelle nell'ustione), tuttavia, recenti studi hanno mostrato come questa pratica può avere effetti ritardanti sul processo di guarigione della ferita e l'argento può inoltre avere effetti citotossici sulle cellule; più in generale, esistono poche prove in letteratura scientifica per sostenere l'utilità di questo impiego.
L'argento non ha un ruolo biologico ed è particolarmente tossico per gli organismi inferiori. Sebbene diverse formulazioni di argento impiegate in medicina nel secolo scorso siano prescritte e vendute per trattare determinate condizioni mediche, la maggior parte dei suoi composti, compresi quelli che mostrano proprietà eccezionali come agenti antimicrobici o antitumorali, sono ancora nelle prime fasi della valutazione in studi in vitro e potrebbe comunque non arrivare agli studi clinici. A differenza di altri metalli pesanti, non ci sono prove che l'argento sia un veleno cumulativo, ma a seguito di un'esposizione prolungata, i suoi livelli possono accumularsi nei tessuti del corpo con conseguenti effetti indesiderati. In una recente review di S. Medici, M. Peana e al. viene esaminato l'argento dalla medicina alternativa o fai-da-te alle prove scientifiche relative ai suoi usi mettendo in evidenza molte controversie riguardo all'efficacia e ai meccanismi molecolari coinvolti.
L'argento colloidale è un colloide consistente in particelle d'argento sospese in un liquido. L'argento colloidale e le formulazioni contenenti sali di argento sono stati impiegati dai medici all'inizio del XX secolo, ma il loro utilizzo è stato in gran parte interrotto dal 1940, a seguito dello sviluppo di antibiotici più efficienti.
A partire dal 1990, l'argento colloidale è stato nuovamente venduto come medicina alternativa. I prodotti a base di argento colloidale rimangono disponibili in molti paesi come integratori alimentari, sebbene non sia nota una eventuale efficacia nel trattamento di alcuna malattia e comportino il rischio di alterazioni estetiche collaterali e permanenti, come l'argiria, più una serie di implicazioni, come reazioni allergiche e interazioni con altri medicinali. Altre particolari soluzioni con ioni di argento (come ad esempio l'argento citrato complessato) sono d'altra parte senza prova scientifica circa la efficacia e la non dannosità; in uno studio commissionato dall'Unione europea il punto maggiormente critico dei composti a base d'argento, come l'argento citrato, è legato alla possibilità che abbia effetti negativi a lungo termine come appunto l'argiria.

## Usi medici
Gli utilizzi medici dell'argento includono la sua aggiunta in garze, creme, e come rivestimento antibiotico sui dispositivi medici. Nonostante le garze contenenti sulfadiazina di argento o nanoparticelle di argento possano essere impiegate contro le infezioni esterne, lo ione argento (Ag+) è bioattivo e attraverso una sufficiente concentrazione uccide rapidamente batteri in vitro. L'argento manifesta una bassa tossicità nel corpo umano, e i rischi sono minimi in seguito a esposizione clinica tramite inalazione, ingestione, applicazione cutanea. L'argento e le nanoparticelle d'argento sono usate come un antimicrobico in una varietà di applicazioni industriali, sanitarie e domestiche.

### Creme antibatteriche
Una revisione sistematica del 2012 riportava che l'argento topico mostrava un tempo di guarigione significativamente peggiore rispetto ai campioni di controllo e non mostrava alcuna prova dell'efficacia nel prevenire le infezioni delle ferite. La revisione sistematica Cochrane concluse che “Ci sono insufficienti prove per stabilire se le garze contenenti argento o agenti cutanei favoriscano la guarigione o prevengano dall'infezione delle ferite”.
La statunitense “Food and Drug Administration” ha approvato un certo numero di preparazioni topiche di sulfadiazina d'argento per i trattamenti di ustioni di secondo e terzo grado.

### Medicazioni
Una revisione sistematica del 2012 scoprì che i medicamenti contenenti argento non erano più efficaci dei corrispettivi che non lo conteneva nel trattare le ustioni. Una revisione Cochrane del 2012 scoprì che i medicamenti idrocolloidali contenenti argento non erano più efficaci dei comuni medicamenti alginati nel trattamento delle ulcere da diabete. Una revisione Cochrane del 2010 non trovò sufficienti prove per determinare se le garze contenenti argento aumentassero o diminuissero le infezioni o influenzassero la velocità di guarigione. Un'altra revisione del 2010 invece provò come garze impregnate di argento aumentassero la guarigione a breve termine di ulcere e ferite. L'autore principale di questo articolo è però il promotore di un'industria che produce uno dei medicamenti d'argento sotto studio. Una revisione sistematica del 2009 stabilì che i medicamenti d'argento aumentava sia la guarigione delle ferite che la qualità della vita se applicati a ferite croniche non guaribili. Un'altra revisione del 2009 scoprì che la sua applicazione causava una riduzione delle dimensioni delle ferita e maggior controllo nella perdita di liquidi e dell'odore rispetto a garze senza argento. Una revisione Cochrane del 2008 scoprì che, nonostante alcune potenziali caratteristiche positive, molti degli esperimenti avevano lacune metodologiche e quindi erano di scarsa utilità. Le revisioni sollevarono anche dubbi riguardo a ritardi nella guarigione e ad un numero crescente di applicazioni della medicazione quando la sulfadiazina d'argento (SSD) era impiegata per l'intera durata del trattamento. Un'altra revisione sistematica del 2008 concluse che le prove mostravano un effetto positivo dei medicamenti con argento colloidale nel trattamento delle ferite croniche infette, ma espresse la perplessità che le prove fossero limitate e potenzialmente influenzate. Numerosi medicamenti a base di argento come antibatterico sono stati rimossi dalla Food and Drug Administration (FDA).

### Tubi endotracheali
Limitate prove suggeriscono che i tubi endotracheali rivestiti con argento possano ridurre l'incidenza della polmonite associata a ventilazione (VAP) e ritardarne l'esordio, nonostante nessun beneficio sia stato osservato durante il periodo di intubazione, nella durata della permanenza in terapia intensiva o nel tasso di mortalità. Sono stati sollevati dubbi circa la natura cieca di alcuni studi per cui si rendono necessari studi scientifici di maggiore qualità.
La Food and Drug Administration nel 2007 rimosse un tubo endotracheale con un sottile rivestimento di argento, per ridurre il rischio di polmonite associata a ventilazione.

### Cateteri urinari
Le prove non dimostrano una importante riduzione nel rischio di infezioni nel tratto urinario quando vengono impiegati cateteri realizzate con leghe d'argento. Questi cateteri costano di più rispetto ad altri cateteri.

### Raggi X
Le lastre a base di alogenuri dell'argento erano lo standard per rivelare i raggi X nelle tecniche radiografie prima dell'impiego delle radiografie digitali. Le tecniche su lastra fotografica con sali fotosensibili di argento rimane popolare per la sua estrema precisione e i suoi costi ridotti dove la tecnologia dei raggi X digitali non è ancora disponibile.

### Altri usi
I composti dell'argento sono usati in preparazioni esterne come asettici, includendo sia il nitrato d'argento che l'argento proteinato, che possono essere utilizzati in soluzioni diluite, come colliri per prevenire la congiuntivite nei neonati. Il nitrato d'argento è talvolta usato in dermatologia nella forma di bastoncini come caustico (“caustico lunare”) per trattare alcune condizioni cutanee, come calli e verruche. L'argento è anche impiegato nelle protesi ossee, nella chirurgia ortopedica ricostruttiva e nei dispositivi cardiaci.
I cateteri venosi centrali di clorexidina sulfadiazina d'argento riducono significativamente l'incidenza delle infezioni sanguinee (CR-BSI). L'uso di fluoruro diammina d'argento è un trattamento efficace per ridurre le carie dentali.
L'acetato di argento è stato usato come potenziale aiuto per smettere di fumare. Una revisione della letteratura nel 2012, comunque, verificò che gli effetti dell'acetato di argento sullo smettere di fumare erano lievi.

## Effetti collaterali
Negli umani e in altri animali, l'argento colloidale si accumula nel corpo.
Assunzioni croniche di prodotti con argento colloidale può portare all'accumulo cutaneo di particelle. Queste si scuriscono con l'esposizione alla luce solare, provocando una decolorazione blu o grigia della pelle nota come argiria. Una argiria localizzata può essere il risultato dell'applicazione topica di soluzioni contenenti argento, mentre un'argiria generalizzata risulta dall'ingestione di tali sostanze.
L'argiria è generalmente irreversibile. L'unico accorgimento pratico per minimizzare il difetto estetico consiste nell'evitare l'esposizione al sole. Per curarla sono state riportate relazioni preliminari sui trattamenti con il laser. Questi sono dolorosi e generalmente è necessaria l'anestesia. Un trattamento simile al laser è stato impiegato per ripulire gli occhi dalle particelle d'argento, una condizione simile all'argiria detta argirosi. L'agenzia per il registro delle sostanze tossiche e per le malattie (ATSDR) descrive l'argiria come un “problema estetico”.
Sebbene l'argiria sia solitamente limitata alla decolorazione della pelle, ci sono casi isolati che presentano complicazioni neurologiche, renali o epatiche più serie, causate dall'ingestione dell'argento colloidale.
L'argento colloidale può interagire con alcuni farmaci, riducendo l'assorbimento di alcuni antibiotici e della tiroxina.
Alcune persone sono allergiche all'argento e l'uso di trattamenti e dispositivi medici che lo contengono è controindicato. Nonostante i dispositivi medici contenenti argento siano raramente impiegati negli ospedali, non sono ancora stati intrapresi provvedimenti per la standardizzazione di questi prodotti.

## Purificazione dell'acqua
L'argento dissolto elettroliticamente è stato usato come agente disinfettante dell'acqua, per esempio, per le riserve d'acqua potabile della stazione orbitale Mir e della Stazione spaziale internazionale. Molti ospedali moderni filtrano l'acqua calda attraverso filtri di rame-argento per debellare le infezioni di MRSA e legionella. L'Organizzazione Mondiale della Sanità include i filtri di argento in uno stato colloidale prodotto da elettrolisi di elettrodi d'argento in acqua, e d'argento colloidale in acqua, come due fra molti metodi di disinfezione, specifici per fornire acqua potabile salubre nei paesi in via di sviluppo.
In alcuni paesi in via di sviluppo, grazie all'impegno di Ron Rivera e Potters for Peace è stato creato un sistema di filtrazione in ceramica ricoperto di particelle d'argento e usato per disinfettare l'acqua. Infatti con questa invenzione l'argento inibisce la crescita microbica sul substrato del filtro, prevenendone l'intasamento.

## Meccanismo d'azione
L'argento e molti suoi composti hanno un effetto oligodinamico e sono tossici per batteri, alghe e funghi in vitro. L'azione antibatterica dell'argento dipende dallo ione argento. L'efficacia dei composti dello zinco come antisettici è basata sull'abilità dello ione argento (Ag+), biologicamente attivo, di danneggiare irreversibilmente il sistema chiave degli enzimi nella membrana dei patogeni. Da molto tempo è noto che l'azione antibatterica dell'argento aumenta in presenza di un campo elettrico. Applicare una corrente elettrica attraverso degli elettrodi di argento incrementa l'azione antibiotica all'anodo, probabilmente dovuta al rilascio di argento nella coltura batterica. L'azione antibatterica degli elettrodi ricoperti con nanostrutture d'argento viene incrementata dalla presenza di campi elettrici.

## Medicine alternative
Fin da circa il 1990, vi è stata una rinascita della promozione dell'argento colloidale come integratore alimentare o rimedio omeopatico,  che poteva prevenire numerose malattie, come cancro, diabete, HIV/AIDS, herpes e tubercolosi. Nessuna evidenza medica supporta l'efficacia dell'argento colloidale per questi benefici vantati. L'argento non è un minerale essenziale per gli esseri umani; non c'è alcuna necessità alimentare di argento, e non sono noti fenomeni di “carenza” di argento.
Non c'è prova che l'argento colloidale tratti o prevenga alcuna condizione medica, mentre è noto che può causare effetti collaterali seri e irreversibili come l'argiria. Nell'agosto 1999, la FDA proibì ai venditori di argento colloidale di dichiarare proprietà terapeutiche o preventive del prodotto, per quanto i prodotti contenenti argento continuino a essere promossi come integratori alimentari negli Stati Uniti grazie ai vaghi regolamenti standard applicati per gli integratori. La FDA ha pubblicato numerose lettere di diffida dirette ai siti internet che hanno continuato a promuovere l'argento colloidale come antibiotico o per altri propositi medici. Nonostante gli sforzi della FDA, i prodotti a base di argento rimangono largamente disponibili sul mercato. Una indagine sui siti internet promotori di spray nasali contenenti argento colloidale asserisce che l'informazione per questi rimedi è aleatoria e inaccurata.
Nel 2002, l'australiana Therapeutic Goods Administration (TGA) scoprì che non vi erano legittimi usi medici per l'argento colloidale e nessuna prova a supporto delle affermazioni pubblicitarie. Il Centro Nazionale per la Medicina Complementare e Alternativa statunitense (NCCAM) avverte che le affermazioni pubblicitarie sull'argento colloidale non sono scientificamente supportate, che il contenuto di argento dei prodotti commerciali è estremamente variabile, e che l'argento colloidale può avere seri effetti collaterali, come la argiria. Nel 2009, la USFDA rilasciò un avvertimento sui potenziali effetti collaterali dell'argento colloidale, e diceva che ”... non ci sono prescrizioni legalmente vendute o farmaci da banco contenenti argento che sono presi per bocca.” Quackwatch riporta che gli integratori alimentari a base d'argento colloidale non sono stati ritenuti sicuri o efficaci per il trattamento di qualsiasi condizione. Consumer Reports cataloga l'argento colloidale come un “integratore da evitare”, descrivendolo come “probabilmente pericoloso”. Il Los Angeles Times dichiara che “l'argento colloidale come panacea, è una frode con una lunga storia, con ciarlatani che affermano potesse curare il cancro, l'AIDS, la tubercolosi, il diabete e numerose altre malattie.”

## Storia
Ippocrate nei suoi scritti discusse l'uso dell'argento nella cura delle ferite. All'inizio del ventesimo secolo i chirurghi impiegavano di routine suture d'argento per ridurre il rischio di infezioni. Negli stessi anni i medici usavano colliri contenenti argento per trattare problemi oftalmici, per varie infezioni, e talvolta internamente per malattie come sprue tropicale, epilessia, gonorrea e il comune raffreddore. Durante la prima guerra mondiale, i soldati usavano fogli d'argento per trattare le ferite infettate.
Prima dell'introduzione dei moderni antibiotici, l'argento colloidale era impiegato come germicida e disinfettante Con lo sviluppo dei moderni antibiotici nel 1940, l'uso dell'argento come agente antimicrobico diminuì. La sulfadiazina d'argento (SSD) è un composto contenente argento e l'antibiotico sodio sulfadiazina, sviluppato nel 1968.

## Costi
Nel 2006 il Servizio Sanitario Nazionale inglese spese circa 25 milioni di sterline in medicamenti contenenti argento. Tali medicamenti rappresentavano circa il 14 % dei medicamenti totali usati e circa il 25% dell'intero costo dei medicamenti.
Dubbi sono stati espressi circa il potenziale costo ambientale dei nanomateriali d'argento prodotti nell'applicazione dei consumatori essendo pubblicati nell'ambiente, per esempio possono creare un problema agli organismi benigni del terreno.